# エピレーシック
エピレーシック（EPI-LASIK ）とは、視力矯正手術の一種。

## 概要
エピケラトームと呼ばれる器機を使用して約50マイクロメートルの角膜上皮のみの薄い蓋（フラップ）を作成し、エキシマレーザーを照射することによって近視・遠視・乱視を矯正するレーシックの術式の一つである。フラップはやがて剥がれ落ち、新しい角膜上皮が再生する。そのため通常のレーシックと異なり、強い眼の衝撃でもフラップがずれることはない。PRKやラセックなどと同様に表面照射という術式に分類される。他の表面照射の屈折矯正手術と同様にボーマン膜をレーザーで除去し、角膜実質層を削ることで視力を回復する。

## 利点
- 通常のレーシックと異なり、目に対する強い打撃や衝撃でもフラップがずれたりすることがない。
- PRKよりも視力の回復や安定が早いといわれている。
- フラップを作成するのにアルコールなどの薬品を使用しない為、それに伴う正確性の低下・角膜への負担などのリスクの心配が少ない（「ラセック」を参照）。

## 欠点
- 術後痛みがあるため、3～7日程度保護用のコンタクトレンズを着用する必要がある。
- 表面照射に分類される術式であるため、通常のレーシックに比べヘイズ（角膜屈折矯正手術後、角膜上皮の再生・治癒反応に伴い現れることのある角膜の混濁）が起こる可能性が高い。
- エキシマレーザーを照射する手術なので、ハロ・グレアの出現、コントラストが低下するなどの症状はレーシックと同様に出る可能性がある。